# Eriogonum truncatum
Espèce
Classification phylogénétique
Eriogonum truncatum est une espèce de plantes à fleur de la famille des Polygonaceae. C'est une espèce de petite plante à fleur rose qu'on croyait éteinte depuis 1936 avant d'être redécouverte en 2005. 
Le seul endroit connu où cette espèce vit est la Chaîne Diablo, dans le Comté de Contra Costa en Californie.